# Травенталь
Травенталь (нем. Traventhal) — община в Германии, в земле Шлезвиг-Гольштейн. 
Входит в состав района Зегеберг. Подчиняется управлению Траве-Ланд. Население составляет 501 человек (на 31 декабря 2010 года). Занимает площадь 5,37 км².